# The Man Comes Around
The Man Comes Around est une chanson écrite et interprétée par Johnny Cash, originellement parue sur son album American IV: The Man Comes Around sorti en 2002
La chanson est également sortie en single vinyle (7" 45 tours), avec Personal Jesus sur la face B.

## Histoire
Johnny Cash écrivit cette chanson quelques années avant l'enregistrement de l'album American IV: The Man Comes Around (dont elle allait devenir la chanson-titre).

## Sujet
Dans cette chanson, on retrouve un certain nombre de références bibliques, notamment au Livre de l'Apocalypse.

## Utilisation dans les médias
La chanson a été utilisée dans de nombreux films, notamment The Hunted (2003), Dawn of the Dead (le remake sorti en 2004; titre français : L'Armée des morts), Generation Kill (2008) ou encore dans le film Logan, séries (The Blacklist, terminator : les chroniques de Sarah Connor) et émissions télévisées.